# 志布志市立松山中学校
志布志市立松山中学校（しぶししりつまつやまちゅうがっこう）は、鹿児島県志布志市の市立中学校である。

## 校区
- 旧松山町立小学校校区全体（旧松山町全体）

## 概要
- 市町村合併により志布志市が誕生する以前は、松山町立松山中学校であった。
- 現在の生徒数は148名（平成18年5月1日現在）で、各学年2学級である。